# Francisco Ascaso

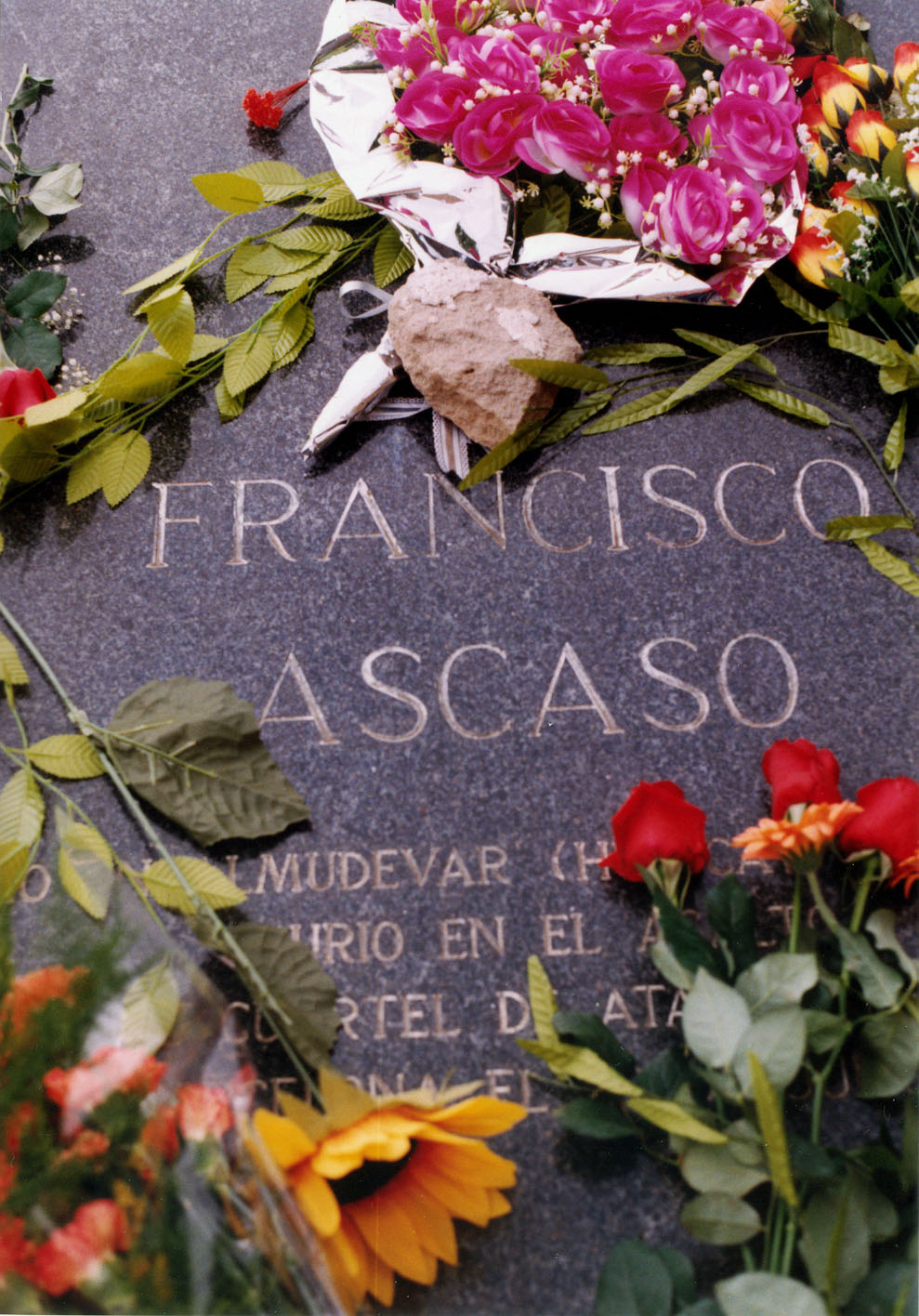
Grób Francisco Ascaso na cmentarzu Montjuic w Barcelonie

Francisco Ascaso Abadía (ur. 1 kwietnia 1901 w miejscowości Huesca, zm. 20 lipca 1936 w Barcelonie) – uczestnik hiszpańskiej wojny domowej. Dowodził w niej oddziałami zbrojnej milicji anarchosyndykalistycznej Krajowej Konfederacji Pracy (CNT) podczas walk w Barcelonie. Wcześniej w okresie dyktatury generała Primo de Rivery przebywał na wygnaniu we Francji.